# Randers Stadion
El Randers Stadion conocido desde 2018 como Cepheus Park Randers por razones de patrocinio, es un estadio de fútbol situado en la ciudad de Randers, Dinamarca. El estadio inaugurado en 1961 posee una capacidad de 10 300 asientos, y es propiedad del Randers FC club que disputa la Superliga danesa.
El estadio fue construido e inaugurado en 1961. Durante los años 2006 y 2007 se llevó a cabo la reconstrucción total del recinto, se instalaron butacas en todo el estadio, sistema de riego automático, calefacción del campo y nuevo sistema de iluminación. Es un estadio de fútbol moderno que cumple con los requisitos de la UEFA para partidos internacionales.
La Arena tiene el nombre original de "Randers Stadion", desde 2006 por razones de patrocinio ha sido llamado "Essex Park Randers", "AutoCity Park Randers", "BioNutria Park Randers" y desde 2018 "Cepheus Park Randers".
Además de los partidos de fútbol en la arena, se llevan a cabo conciertos y otros eventos culturales. En particular, el 6 de junio de 2007, el concierto del grupo "Aerosmith", que abrió su gira europea.

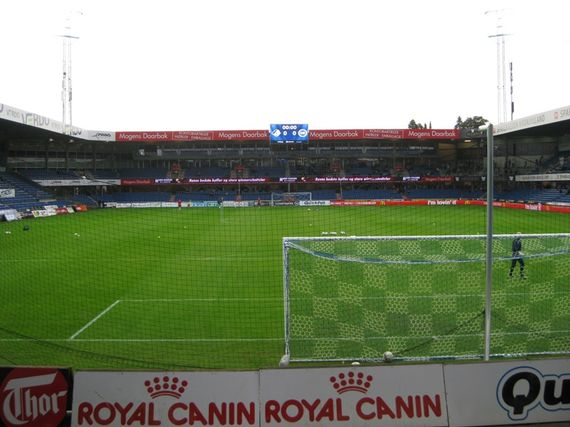
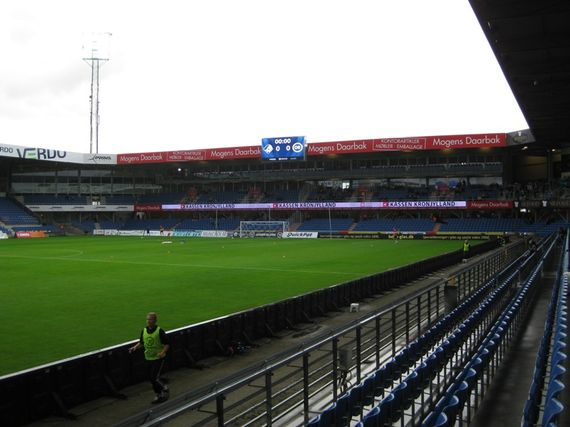